# Jutta Van de Vyver
Jutta Van de Vyver, född 11 juni 1996 i Dendermonde i Belgien, är en volleybollspelare (passare).
Van de Vyver kommer från en volleybollfamilj, hennes far Julien Van de Vyver är tränare för Ladies Volley Limburg As-Tongeren med hennes mor Kato Snauwaert har spelat volleyboll på elitnivå, vilket även Ilkas syster Ilka Van de Vyver gör. Hon har spelat i landslaget vid bland annat EM 2021 och EM 2023. Hon har under hela sin karriär spelat i olika belgiska elitklubbar.